# Ellen Burstyn
Ellen Burstyn, född 7 december 1932 i Detroit i Michigan, är en amerikansk skådespelerska. Bland Burstyns filmer märks bland andra Den sista föreställningen (1971), Exorcisten (1973), Alice bor inte här längre (1974), Samma tid nästa år (1978), Åter till livet (1980), Silence of the North (1981), Hur man gör ett amerikanskt lapptäcke (1995) och Requiem for a Dream (2000).

## Biografi
Burstyn flyttade hemifrån som 18-åring för att söka lyckan som fotomodell i Texas och New York. Hon uppträdde sedan på nattklubbar i Montréal i Kanada. 1957 gjorde hon Broadwaydebut under namnet Ellen McRae. Hon medverkade sedan i ett flertal TV-serier och hade några småroller på film.
Ellen Burstyn studerade sedan vid Lee Strasbergs berömda Actors Studio och fick sitt genombrott på film i Den sista föreställningen 1971, för vilken hon belönades med såväl New York som National Film Critics utmärkelse.
Burstyn har nominerats till sex Oscars varav hon vunnit en, 1975 i kategorin Bästa kvinnliga huvudroll 1974 för Alice bor inte här längre. Samma år erhöll hon en Tony Award för sin roll i teaterpjäsen Same Time Next Year, som hon sedan gjorde på film 1978. Burstyn har även vunnit en Golden Globe och två Emmy Awards.

## Filmografi i urval
- 1970 – Kräftans vändkrets
- 1971 – Den sista föreställningen
- 1972 – Kungen av Marvin Gardens
- 1973 – Exorcisten
- 1974 – Harry och Tonto
- 1974 – Alice bor inte här längre
- 1978 – Samma tid nästa år
- 1980 – Åter till livet
- 1981 – Silence of the North
- 1985 – En familj i kris
- 1987 – Dear America: Letters Home from Vietnam (röst)
- 1988 – Hannas krig
- 1991 – Kärlekens val
- 1993 – Älska igen!
- 1994 – When a Man Loves a Woman
- 1995 – Hur man gör ett amerikanskt lapptäcke
- 1995 – Barnvaktsklubben
- 1998 – Sex lektioner i kärlek
- 1998 – Fyra kvinnor (TV-serie)
- 2000 – Requiem for a Dream
- 2002 – Ya-Ya flickornas gudomliga hemligheter
- 2006 – The Fountain
- 2012 – Coma (TV-serie)
- 2012 – Political Animals (TV-serie)
- 2014 – Interstellar
- 2014 – Flowers in the Attic

## Utmärkelser
- New York Film Critics Circle Award för bästa kvinnliga biroll,  1971
- National Society of Film Critics Award för bästa kvinnliga biroll,  1971
- Oscar för bästa kvinnliga huvudroll, för Alice bor inte här längre,  1975[5]
- Tony Award för bästa prestation för en kvinnlig huvudroll i teater,  1975
- BAFTA Award för bästa kvinnliga huvudrollsinnehavare,  1976
- Golden Globe Award för bästa kvinnliga huvudroll – musikal eller komedi,  1979
- Berlinale Kamera,  1988
- Michigan Women's Hall of Fame,  1997[6]
- Boston Society of Film Critics Award för bästa kvinnliga huvudroll,  2000
- Florida Film Critics Circle Award för bästa kvinnliga huvudroll,  2000
- Online Film Critics Society Award för bästa kvinnliga huvudroll,  2000
- Chicago Film Critics Association Award för bästa kvinnliga skådespelare,  2000
- Satellite Award för bästa kvinnliga skådespelare i en långfilm,  2001
- Fangoria Chainsaw Award för bästa kvinnliga huvudroll,  2001
- Canadian Screen Award för bästa kvinnliga huvudroll i en komediserie,  2008
- Genie Awards, för The Stone Angel,  2009[7]
- Primetime Emmy Award för bästa kvinnliga gästskådespelare i en dramaserie, för Law & Order: Special Victims Unit,  2009
- Emmy Award för kvinnliga biroll i en miniserie eller film, för Political Animals,  2013
- Drama Desk Award för bästa kvinnliga skådespelare i en pjäs
- The Independent Spirit Awards
- Mary Pickford Award

[Redigera Wikidata]